# Neadmete okutanii
Neadmete okutanii is een slakkensoort uit de familie van de Cancellariidae. De wetenschappelijke naam van de soort is voor het eerst geldig gepubliceerd in 1974 door Petit.